# Arduino Cerutti
Arduino Cerutti (Venezia, 12 aprile 1897 – Venezia, 3 agosto 1985) è stato un politico e avvocato italiano.
Fondatore e presidente dell'Associazione italiana società concessionarie autostrade e trafori (AISCAT) e del Segretariato europeo concessioni autostrade a pedaggio (SECAP) nel 1973, poi ASECAP (Association Européenne des Concessionnaires d'Autoroutes et d'ouvrages à Péage) in veste di presidente dal 1975 al 1979.